# Uzorak (statistika)
Uzorak je odabrani dio statističkog skupa koji treba biti reprezentativan za populaciju uključenu u istraživanje. Ako je uzorak reprezentativan za sva bitna svojstva, rezultati su dobiveni istraživanjem pouzdaniji. Statistikom se mogu formirati različite vrste uzoraka od kojih su najpoznatiji: stratificirani, kvotni, upareni, proporcionalni itd. Pogreške uzorkovanja mogu biti standardne i vjerojatne, koje se izračunavaju posebnim postupkom.
U statistici, metodologiji osiguranja kvalitete i istraživanja, uzorkovanje je odabir podskupa (statističkog uzorka) pojedinaca iz statističke populacije za procjenu karakteristika cijele populacije. Statističari nastoje osigurati da uzorci budu reprezentativni za dotičnu populaciju. Dvije prednosti uzorkovanja su: niža cijena i brže prikupljanje podataka od mjerenja cijele populacije.
Svako promatranje mjeri jedno ili više svojstava (kao što su: težina, položaj, boja) promatranih tijela koja se razlikuju kao neovisni objekti ili pojedinci. U anketnom uzorkovanju, ponderi se mogu primijeniti na podatke kako bi se prilagodili dizajnu uzorka, posebno u stratificiranom uzorkovanju. Rezultati teorije vjerojatnosti i statističke teorije koriste se za usmjeravanje prakse. U poslovnim i medicinskim istraživanjima, uzorkovanje se široko koristi za prikupljanje podataka o populaciji. Prihvaćanje uzorka koristi se za utvrđivanje zadovoljava li proizvodna serija materijala primjenjive specifikacije.